# Rikke Normann
Rikke Cecilie Normann (Bærum, 28 dicembre 1982) è una cantante norvegese.

## Biografia
Rikke Normann ha iniziato la sua carriera musicale nel 2008, esibendosi come solista e lavorando come corista per altri cantanti. È stata in tournée, fra gli altri, con i Madcon e Marcus & Martinus.
Nel 2011 è salita alla ribalta a livello nazionale con la sua partecipazione al Melodi Grand Prix, il programma di selezione del rappresentante norvegese per l'Eurovision Song Contest, dove ha cantato Not That Easy (Ah-åh Ah-åh) insieme ad Åste Hunnes Sem, arrivando in finale. Ha preso nuovamente parte alla selezione eurovisiva nazionale l'anno successivo con Shapeshifter, ma non ha superato le semifinali.
La cantante ha ottenuto il suo primo successo commerciale con Superstar, il suo primo singolo come solista, che ha raggiunto la 7ª posizione della classifica norvegese nella primavera del 2011 e che ha anticipato il suo album di debutto, Rikki's Guns.

## Discografia

### Album in studio
- 2011 – Rikki's Guns
- 2015 – Dig Deep
- 2019 – 35
- 2019 – Home Alone

### Singoli
- 2011 – Not That Easy (Ah-åh Ah-åh) (con Åste Hunnes Sem)
- 2011 – Superstar
- 2012 – Shapeshifter
- 2012 – Fading Away
- 2014 – History
- 2014 – Stick Around
- 2019 – Fragile (feat. Bernhoft)
- 2019 – A Complicated Collection
- 2019 – I Belong
- 2019 – Fire
- 2019 – Oxygen
- 2019 – Birds
- 2019 – Waiting Game
- 2020 – This Is Where It Ends (con Andreas Ihlebæk)